# Różanecznik żółty

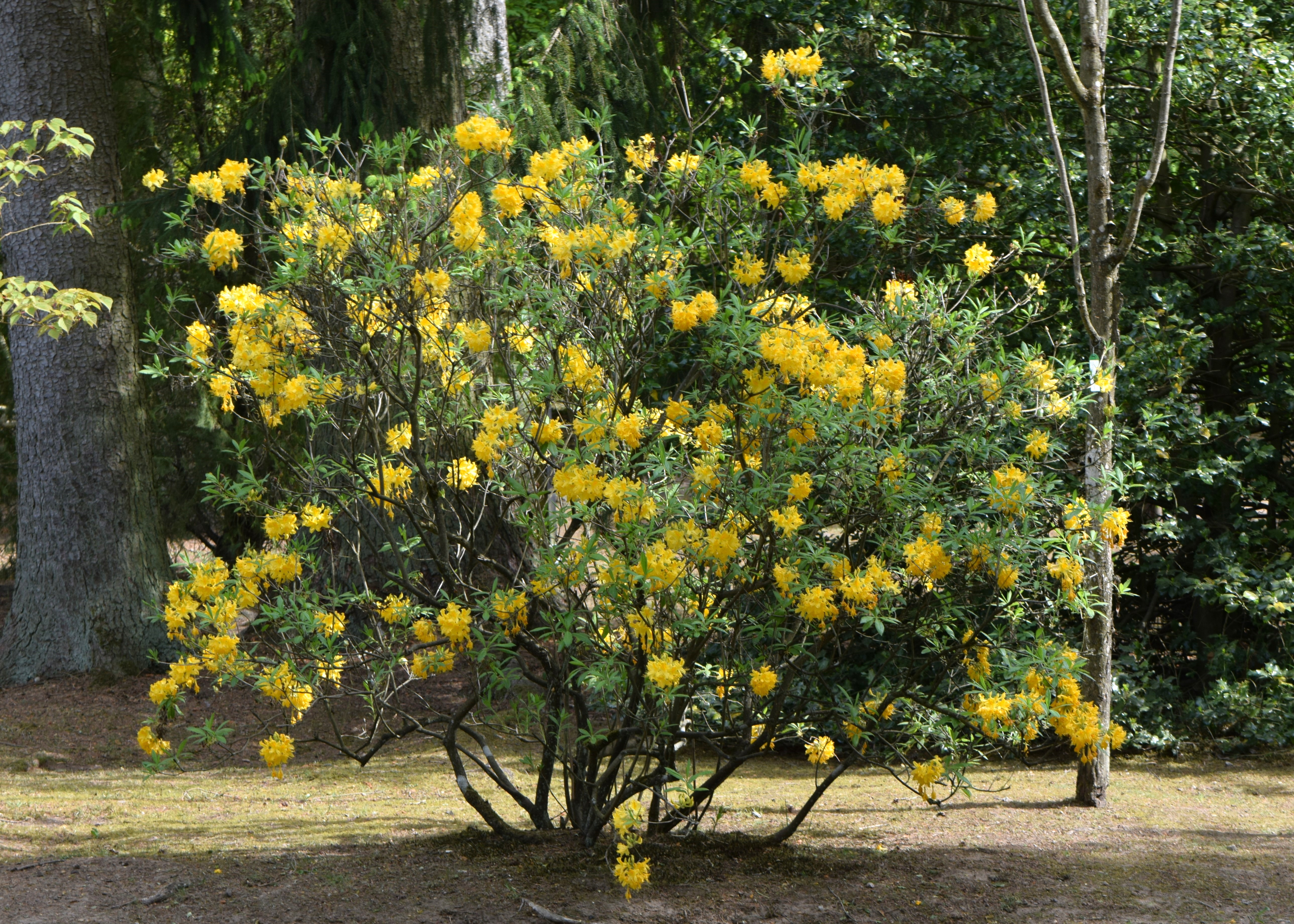
Pokrój krzewu w czasie kwitnienia

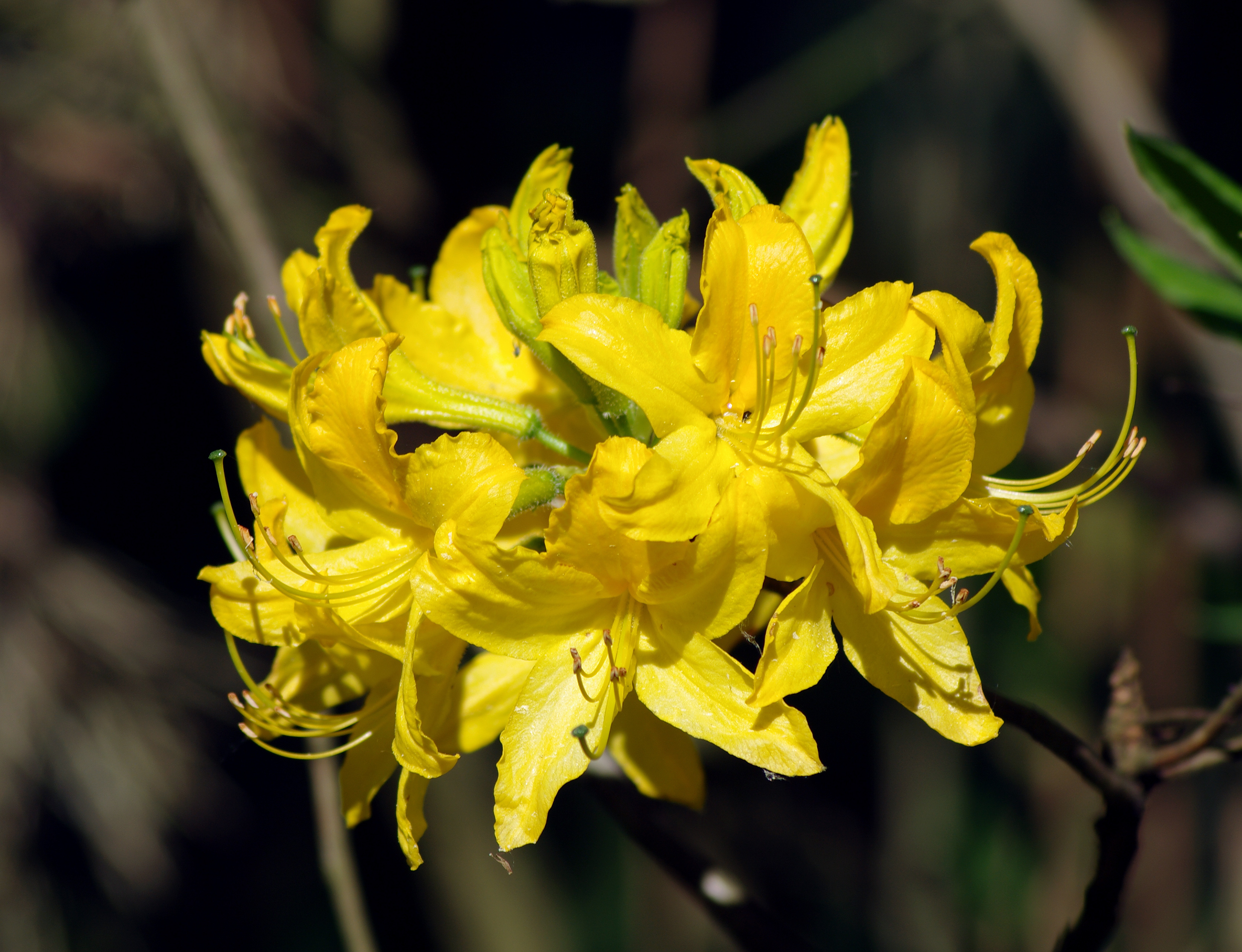
Kwiaty

Różanecznik żółty, azalia pontyjska, zielina, azalia żółta (Rhododendron luteum) – gatunek rośliny z rodziny wrzosowatych (Ericaceae). Występuje na Kaukazie i w Azji Mniejszej, poza tym na izolowanych obszarach na Ukrainie, Białorusi, w Słowenii i Grecji. W Polsce gatunek znany z jednego stanowiska uznawanego za naturalne, stąd objęty jest ochroną ścisłą. Roślina trująca, ale ze względu na efektowne kwitnienie i jesienne przebarwianie się liści oraz silny aromat – rozpowszechniona jest w uprawie jako roślina ozdobna. Zalecana jest także do sadzenia na skarpach w celu ochrony ich przed erozją. W Turcji, w miejscach masowego występowania w lasach, roślina ta bywa zwalczana.

## Rozmieszczenie geograficzne
Największy zwarty obszar występowania gatunku obejmuje Kaukaz (od Noworosyjska nad Morzem Czarnym na zachodzie po Dagestan na wschodzie, najliczniej rośnie w rejonie Niziny Kolchidzkiej) oraz Azję Mniejszą (na północy Góry Pontyjskie i obszar na południe od Morza Marmara, poza tym góry Taurus na południowym wschodzie). Najdalej na zachód wysunięte stanowisko związane z tym obszarem zasięgowym znajduje się w zachodniej części greckiej wyspy Lesbos na Morzu Egejskim.
Kolejny obszar licznego występowania gatunku to Polesie i wschodni Wołyń na Ukrainie (obwód rówieński i żytomierski). Gatunek ma tu siedliska na obszarze ok. 15 tys. km². W sąsiedztwie – w obwodzie homelskim na Białorusi rośnie na sześciu stanowiskach. Oddalone od tej wyspy zasięgowej stanowisko uznawane za naturalne znajduje się w Polsce – w Woli Zarczyckiej koło Nowej Sarzyny, powiat leżajski. Poza tym gatunek rośnie na izolowanym obszarze na południowo-wschodnim przedpolu Alp w Słowenii (w dorzeczu Sawy, trzy populacje w okolicach miejscowości: Velike Brusnice, Boštanj i Topolovec, liczące ponad 100 roślin każda). Silnie porozrywany zasięg współczesny jest uważany za pozostałość po szerszym zasięgu w okresie poprzedzającym plejstocen. Izolowane stanowiska są pozostałością po refugiach w czasie zlodowaceń. Dawne szersze rozprzestrzenienie gatunku potwierdzają paleobotaniczne ślady jego obecności w pliocenie w Karpatach Zachodnich w okolicach Czorsztyna, poza tym w Alpach i na Bałkanach.
Jako gatunek introdukowany podawany jest z nielicznych stanowisk w południowej Austrii. W Wielkiej Brytanii rośnie zdziczały na rozproszonych stanowiskach, w Irlandii jest rzadki. Introdukowany został także w słowackie Tatry, a jako dziczejący w okolicach parków i ogrodów, gdzie jest uprawiany, podawany jest także z Niemiec. Różanecznik żółty z nasion pochodzących z Wołynia rozpowszechniany był też w lasach w Polsce – jego stanowisko koło Złotego Potoku chronione jest w rezerwacie Parkowe, koło Tomaszowa Mazowieckiego w rezerwatach Niebieskie Źródła i Małecz.
Jedyne stanowisko w Polsce uznawane za naturalne, znajdujące się koło wsi Wola Zarczycka w Kotlinie Sandomierskiej, chronione jest w rezerwacie przyrody Kołacznia. W XXI wieku udokumentowano okazy tego gatunku także kilkaset metrów na zachód od rezerwatu.

## Morfologia

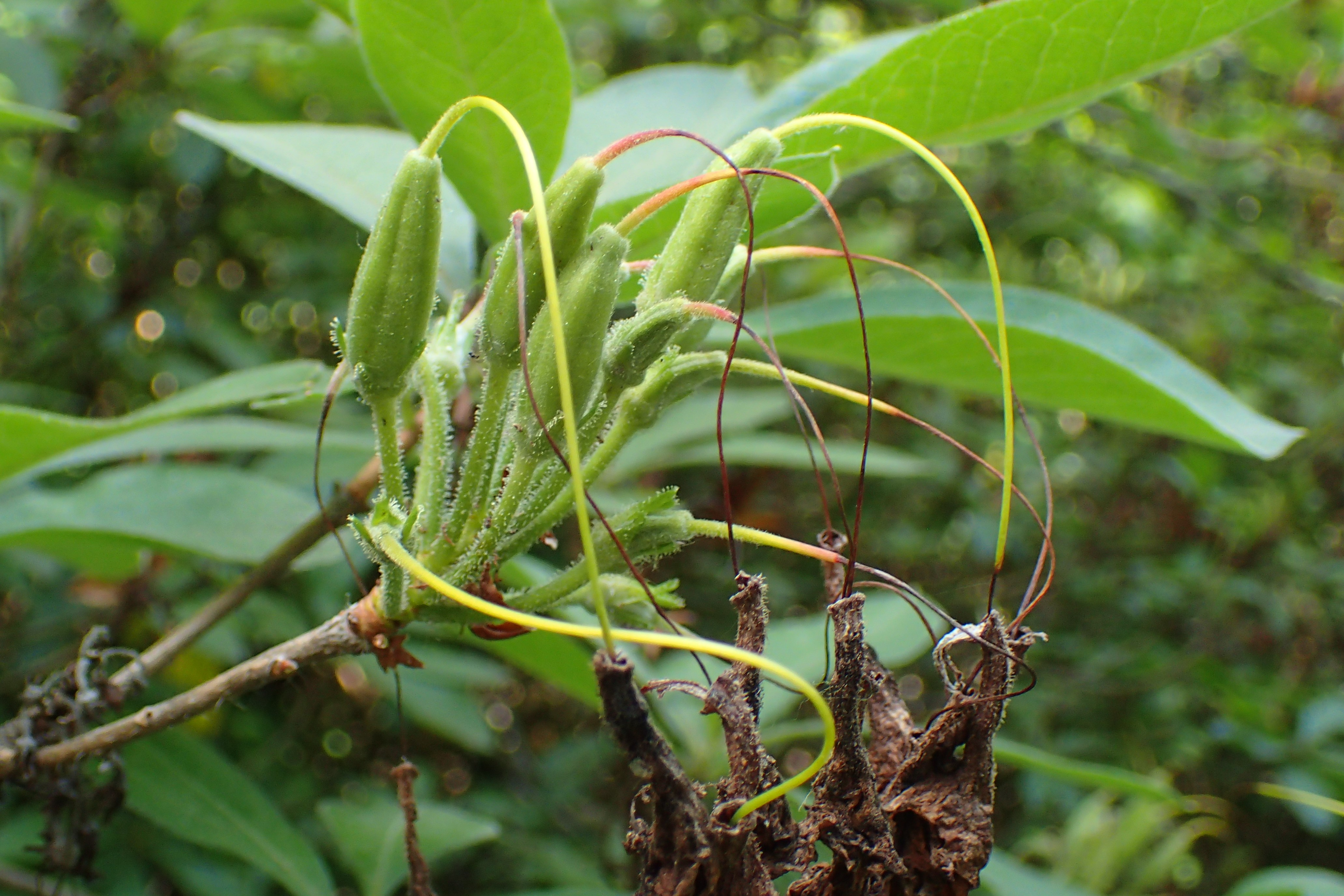
Dojrzewające owoce

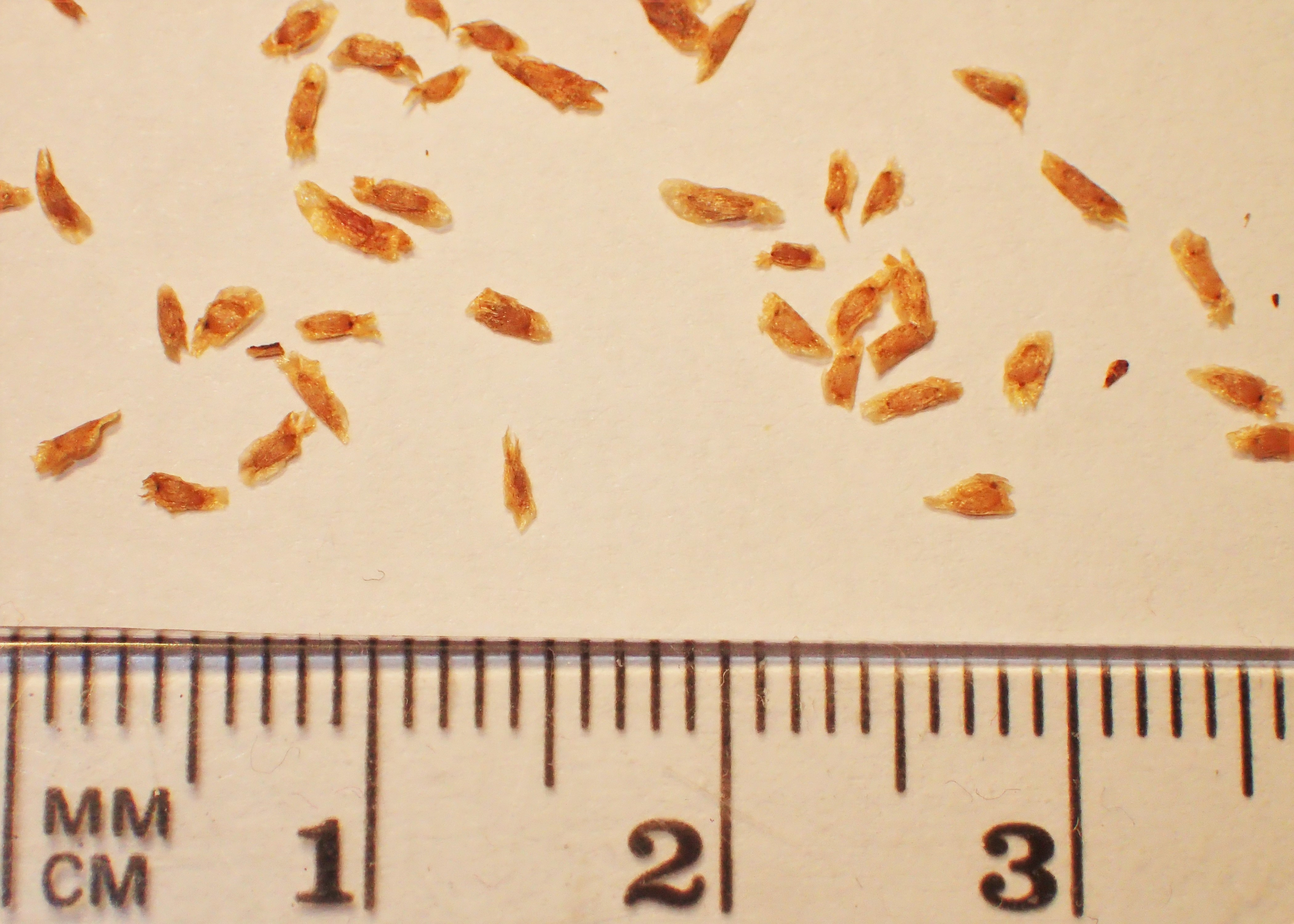
Nasiona

PokrójKrzew do 2,5, 3, rzadko nawet do 4 m wysokości, gęsto rozgałęziony. Stare krzewy są rozłożyste – osiągają szerokość większą od wysokości. Pędy są cienkie (maksymalnie do 2–5 cm średnicy), elastyczne, za młodu okryte lepkimi włoskami gruczołowymi. Starsze pędy okryte są gładką korą, początkowo jasnoszarą, później ciemniejszą. System korzeniowy płytki, płaski, silnie rozwinięty. Na korzeniach łatwo tworzą się odrosty korzeniowe.
LiścieOpadające zimą, skrętoległe. Krótkoogonkowe (ogonek 0,5–0,7 cm długości), o blaszce cienkiej, wąskoeliptycznej, na brzegach falistej, orzęsionej, z obu stron szaro owłosionej, poza tym żywozielonej. Liście mają długość od (3) 6 do 12 cm i szerokość od (1) 2 do 4 cm. Na wierzchołku są zaostrzone lub zaokrąglone. Podobnie jak młode pędy – młode liście i pączki pokryte są tarczowatymi, gruczołowymi, lepkimi włoskami. Jesienią przebarwiają się na żółto, pomarańczowo i czerwono.
KwiatyWyrastają na wierzchołkach pędów zebrane zwykle po 7-12 (maksymalnie do 24) w krótkie, groniaste kwiatostany. Kwiaty osadzone są na szypułkach długości 1–2 cm. Kielich składa się z 5 krótkich (do 0,3–0,5 cm długości), ostro lancetowatych działek, owłosionych, rozciętych niemal do nasady. Korona kwiatu nieco grzbiecista, u nasady o rurce wąskiej, dalej dzwonkowatej lub rurkowato-lejkowatej, tworzonej przez 5 (rzadko 6 lub 7) płatków silnie odwiniętych na zewnątrz. Płatki żółte lub złocistożółte, lepkie, o długości 3,2–4,5 cm. Średnica korony wynosi 3,8–5 cm. Pręcików jest 5 i są one dłuższe od płatków – osiągają do 4–6 cm długości. Początkowo skierowane w dół, dalej odginają się ku górze. Pylniki drobne, otwierające się porami. Jeszcze dłuższy jest pojedynczy słupek z owłosioną, podługowatą zalążnią o długości 1,5–2,2 cm. U jej nasady znajduje się tarczka tworzona przez 5 jajowatych miodników.
OwocElipsoidalna, owłosiona torebka o długości od 1,5 do 3 cm zawierająca liczne nasiona. Nasiona osiągają 3,7 mm długości i 0,9 mm szerokości, mają kształt okrągłojajowaty lub eliptyczny, są złocistożółte i na brzegu otoczone błoniastym skrzydełkiem.

## Biologia

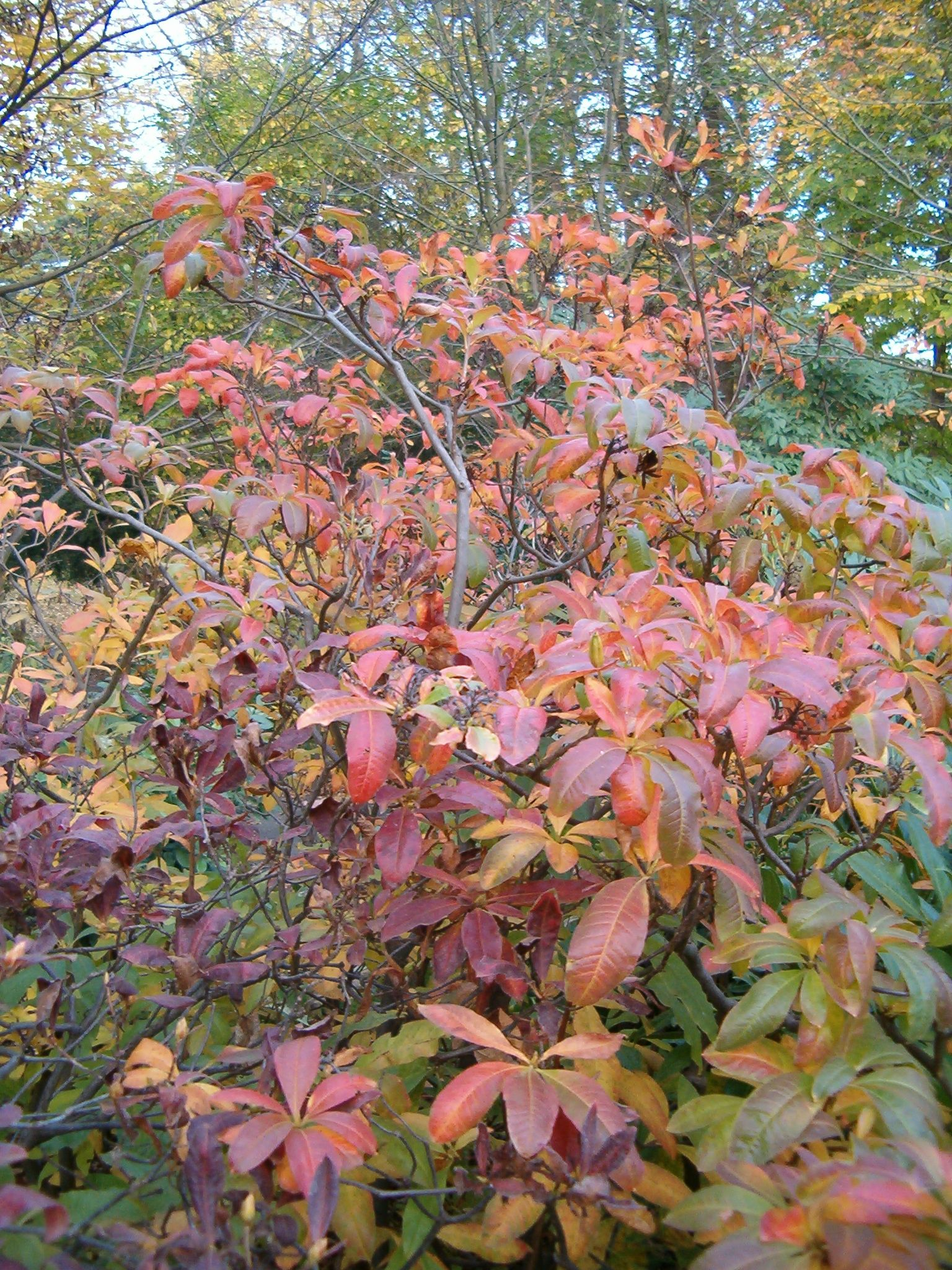
Jesienne zabarwienie liści

### Rozwój
Różanecznik żółty kwitnie bardzo obficie na przełomie kwietnia i maja i w trakcie maja, na niektórych stanowiskach do czerwca. Poszczególne kwiaty kwitną przez 7–8 dni, cały okres kwitnienia trwa ok. 3 tygodnie. Kwitnienie ma miejsce zwykle przed, rzadziej już w trakcie rozwoju liści. Kwiaty wydzielają odurzający, przyjemny zapach (określany jako miodowy lub kwiatowy podobny do mieszanej woni hiacynta i tuberozy), który można wyczuć nawet z odległości 200 m (najsilniej pachnąca azalia z uprawianych w Polsce). Kwiaty zapylają owady. Nasiona są bardzo lekkie i przemieszczane są przez wiatr (anemogamia). Siewki na jedynym naturalnym stanowisku w Polsce rzadko są obserwowane, choć w uprawie nasiona kiełkują w 90%. Podobnie nasiona zebrane na Wołyniu kiełkują w warunkach kontrolowanych niemal w 100%. Do skutecznego kiełkowania roślina wymaga mikoryzy i dobrych warunków świetlnych. W naturze gatunek rozmnaża się głównie poprzez odrośla korzeniowe, przy czym tworzy je czasem tak obficie, że w efekcie powstają trudne do przebycia zarośla. Łatwo zakorzeniają się także pędy dotykające ziemi. Odrośla pojawiają się szczególnie intensywnie po wypaleniu lub przemarznięciu pędów nadziemnych. Krzew rośnie stosunkowo szybko; maksymalne rozmiary osiąga po 10 latach wzrostu.

### Właściwości fitochemiczne
Roślina trująca: liście i młode gałązki zawierają trujące glikozydy: rododendrynę, erykolinę, andromedotoksynę (najbardziej trującą z nich wszystkich), arbutynę, 8 flawonoidów (kemferol, kwercetyna, awikularyna, gwajaweryna, kwercytryna, hiperozyd, mirycetyna i mirycytryna), skopoletynę i umbeliferon. Zawierają także kwas ferulowy, ursolowy i oleanolowy. U zwierząt (zwykle owiec i kóz) zatrucia objawiają się pobudzeniem, a następnie porażeniem układu nerwowego, ślinotokiem, zgrzytaniem zębami, silnym bólem brzucha, przyspieszeniem oddechu i tętna, w końcu śmiercią wskutek porażenia ośrodka oddechowego. U ludzi obserwowano tylko lekkie zatrucia, objawiające się zawrotami i bólami głowy. Andromedotoksyna działa toksycznie na układ krążenia (powoduje silny rzadkoskurcz), na obwodowe zakończenia nerwów czuciowych i działa ośrodkowo powodując zamroczenie świadomości, drgawki i porażając ośrodek oddechowy.
Zatrucie możliwe jest również poprzez miód wytworzony z nektaru różanecznika. Trujący miód, zwany „miodem pontyjskim” lub „miodem szaleńców”, zawierający andromedotoksynę, znany jest od starożytności – powstaje, gdy pszczoły zbiorą nektar różanecznika pontyjskiego lub właśnie żółtego. Spożyty powoduje problemy z zachowaniem przytomności podobne do upojenia alkoholowego, a przedawkowanie może być śmiertelne.

## Ekologia

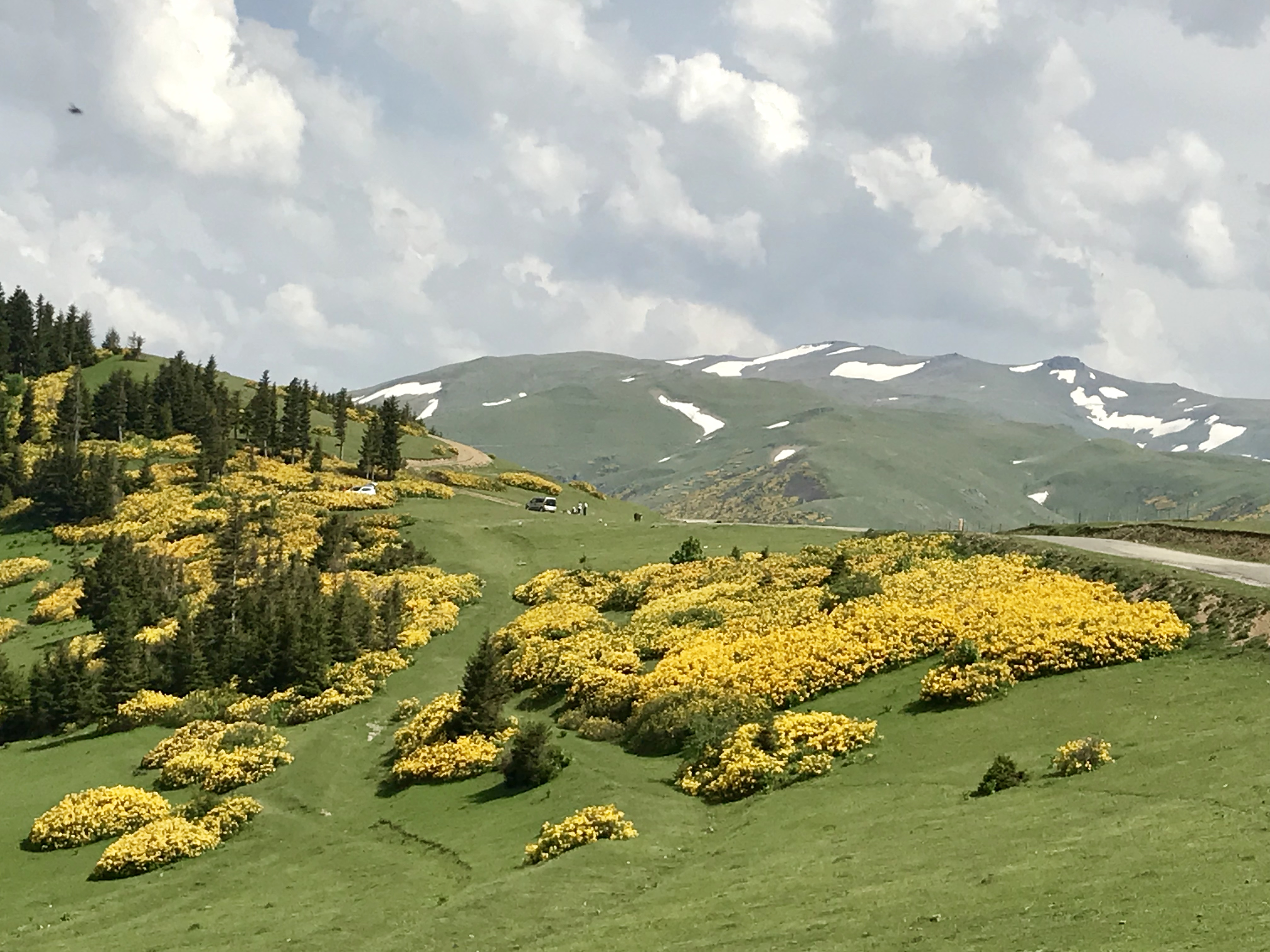
Zarośla różanecznika żółtego w Turcji

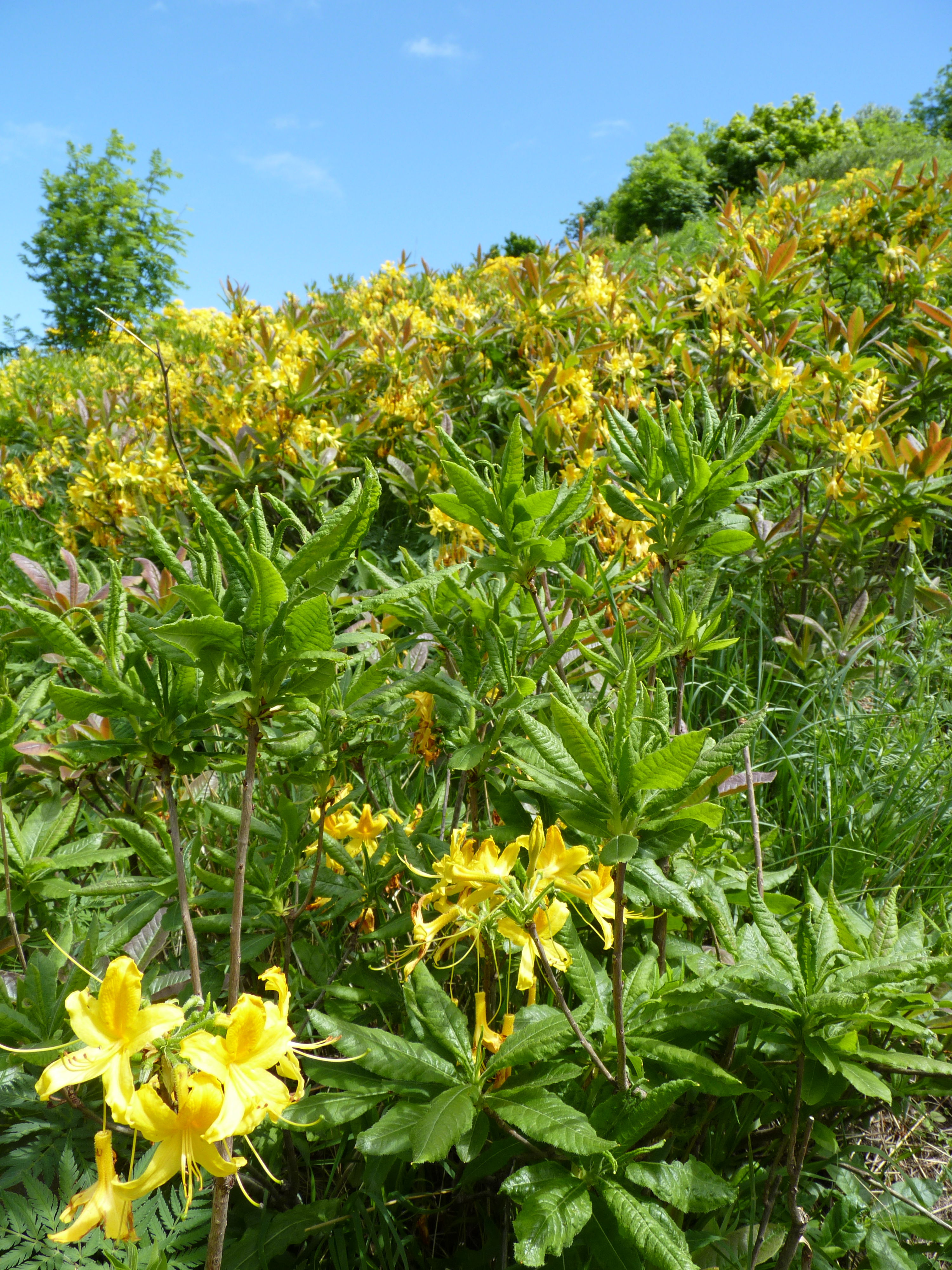
Zarośla różanecznika żółtego w Kraju Stawropolskim w południowej Rosji

Różanecznik żółty rośnie na glebach bielicoziemnych, gliniastych i piaszczysto-gliniastych, zawsze w miejscach silnie zakwaszonych (zwykle poniżej 4 pH, w Słowenii na stanowiskach jest ok. 5,5 pH). Silnie kwitnie tylko w miejscach nasłonecznionych, rosnąc w cieniu kwitnie słabo lub wcale, pędy w takich miejscach pokładają się na powierzchni gruntu i łatwo korzenią. Starsze rośliny są bardziej mrozoodporne od siewek i młodych okazów.
W rejonie Kaukazu różanecznik żółty stwierdzony został w kilkunastu zespołach leśnych z dominacją dębów, buka wschodniego, kasztana jadalnego i grabów (Quercetum-Fagetum rhododendroso-pteridiosum, Querceto rhododendroso-aegopodiosum, Quercetum coryloso-rhododendroso-herbosum, Quercetum-Carpinetum rhododendroso-convallariosum, Querceto-Abieto-Fagetum rhododendroso-herbosum, Querceto-Castaneto-Fagetum rhododendroso-herbosum, Carpineto-Betulosum-rhododendroso-herbosum, Fagetum rhododendroso-asperuiosum, Carpineto-Quercetum-rhododendroso-graminosum, Querceto-Tremuletum rhododendroso-pterdiosum, Querceto-Carpineto-Aceretum coryloso-rhododendroso-herbosum). Rośnie tam poza tym na łąkach, w zaroślach i skrajach lasów sięgając po piętro subalpejskie.
W wołyńskiej wyspie zasięgowej gatunek rośnie głównie w wilgotnych partiach borów mieszanych Querco roboris-Pinetum z sosną zwyczajną i dębem szypułkowym (gdzie miejscami podszyt tego gatunku ma 100% pokrycia) oraz na siedliskach boru bagiennego, chociaż na tym siedlisku rośnie mniej obficie. Rzadko obecny jest także w grądzie subkontynentalnym Tilio-Carpinetum betuli. W zbiorowiskach tych występuje zarówno pod okapem drzewostanów, przy czym zwykle o zwarciu rozluźnionym i rzadszym, jak i w lukach i na porębach, poza tym na przydrożach śródleśnych i na skrajach lasów.
W Grecji różanecznik żółty tworzy podszyt w lasach z sosną czarną i kalabryjską wzdłuż brzegów strumieni, na glebie tworzącej się na skałach wulkanicznych. Tworzy także zbiorowiska zaroślowe wspólnie z chruściną jagodną. W Słowenii rośnie w kwaśnych lasach z dębem, bukiem i grabem w zespołach kwaśnej buczyny (Luzulo luzuloides-Fagetum) oraz w zespole lasu bukowego z kasztanem jadalnym Castaneo sativae-Fagetum sylvaticae.
W Polsce na jedynym stanowisku naturalnym różanecznik żółty rośnie na szczycie i wschodnim stoku piaszczystej wydmy, tworząc zarośla wspólnie z leszczyną pospolitą, kruszyną pospolitą, śliwą tarniną, jarzębem pospolitym i dębem szypułkowym.
Jako gatunek introdukowany w Wielkiej Brytanii rośnie na wybrzeżu atlantyckim, na wrzosowiskach, wydmach, mokradłach i w widnych lasach. Nie jest uważany za tak uciążliwy gatunek jak różanecznik pontyjski, jednak zmniejsza różnorodność gatunkową ekosystemów i utrudnia odnawianie lasów.
W górach sięga do 2000 m n.p.m. w rejonie Kaukazu, a na pogórzu Alp Julijskich w Słowenii rośnie do 400 m n.p.m.
Liście atakowane bywają przez patogeny grzybowe. W Polsce i Słowenii zidentyfikowano Erysiphe azaleae wywołującego chorobę – mączniaka prawdziwego azalii. Poza tym na gatunku stwierdzono z mączniakowatych także Erysiphe polygoni i Erysiphe penicillata, a z innych patogenów grzybowych:  Exobasidium dubium, Exobasidium horvathianum, Exobasidium vaccinii, Pucciniastrum vaccinii, Colletotrichum gloeosporioides, Melanomma rhododendri i Phyllosticta berolinensis. Na różaneczniku tym często pasożytuje opieńka miodowa Armillaria mellea.
Różanecznik żółty okazał się jednym z żywicieli dla inwazyjnego w Europie (pochodzącego z Ameryki Północnej) owada z rodziny pilarzowatych – Nematus lipovskyi.

## Systematyka i zmienność
W obrębie rodzaju różanecznik Rhododendron zaliczany jest do podrodzaju Hymenanthes, sekcji Pentanthera. Do najbliższych krewnych tego gatunku należy różanecznik nagietkowy R. calendulaceum i kanadyjski R. canadense.
Gatunek jest bardzo zmienny w zakresie budowy morfologicznej, formy wzrostu i barwy kwiatów. W przeszłości opisano co najmniej 5 odmian i 9 form, jednak współcześnie nie uznaje się tej zmienności za wystarczającą dla wyróżniania taksonów wewnątrzgatunkowych. Na obszarach górskich w Kaukazie kwiaty różanecznika na wyższych wysokościach są jaśniejsze niż na niższych.

## Zagrożenia i ochrona
Gatunek w całym swym zasięgu nie jest uznawany za zagrożony ze względu na znaczne zasoby w rejonie Kaukazu, w Turcji i na Ukrainie. Na światowej czerwonej liście publikowanej przez Międzynarodową Unię Ochrony Przyrody (IUCN) uznany jest za gatunek najmniejszej troski (LC). W skali Unii Europejskiej, gdzie rośnie na izolowanych, wyspowych stanowiskach w Polsce, Grecji i Słowenii ma status gatunku bliskiego zagrożenia (NT). W Unii Europejskiej wymaga ochrony w sieci Natura 2000 – wymieniony został w załączniku II do dyrektywy siedliskowej.
Gatunek jest objęty w Polsce ścisłą ochroną gatunkową od 1946 roku na podstawie rozporządzeń wydawanych kolejno w latach: 1946, 1957, 1983, 1995, 2001, 2004, 2012 i 2014.
W kolejnych wydaniach Polskiej czerwonej księgi roślin uznawany jest za gatunek krytycznie zagrożony (kategoria zagrożenia CR), podobnie w Czerwonej liście roślin i grzybów Polski. 
Na jedynym w Polsce naturalnym jego stanowisku, odkrytym w 1909 roku, utworzono w 1957 roku rezerwat przyrody Kołacznia, o powierzchni zaledwie 10 arów. Główne skupisko rośliny w rezerwacie zajmuje płat o długości ok. 30 m i szerokości od 5 do 10 m. Kondycja roślin pogorszyła się od końca XX wieku ze względu na powtarzające się uszkodzenia mrozowe i obniżenie poziomu wód z powodu wykopania stawów w pobliżu rezerwatu. Wcześniej, przed objęciem ochroną rezerwatową stanowisko było dwukrotnie wypalane. Także stanowiska, na których introdukowano rośliny z Wołynia objęte są w Polsce ochroną rezerwatową (rezerwat przyrody Parkowe, Niebieskie Źródła i Małecz). Chronione jako pomnik przyrody jest także antropogeniczne stanowisko tego gatunku w Lendorf w Austrii.
Ze względu na efektowność roślin w czasie kwitnienia i osobliwość botaniczną jaką stanowią rośliny na izolowanych stanowiskach w Polsce i Słowenii – chronione grodzeniami są przed nadmierną penetracją i niebezpieczeństwem zrywania kwiatów.

## Znaczenie użytkowe
Roślina ozdobna

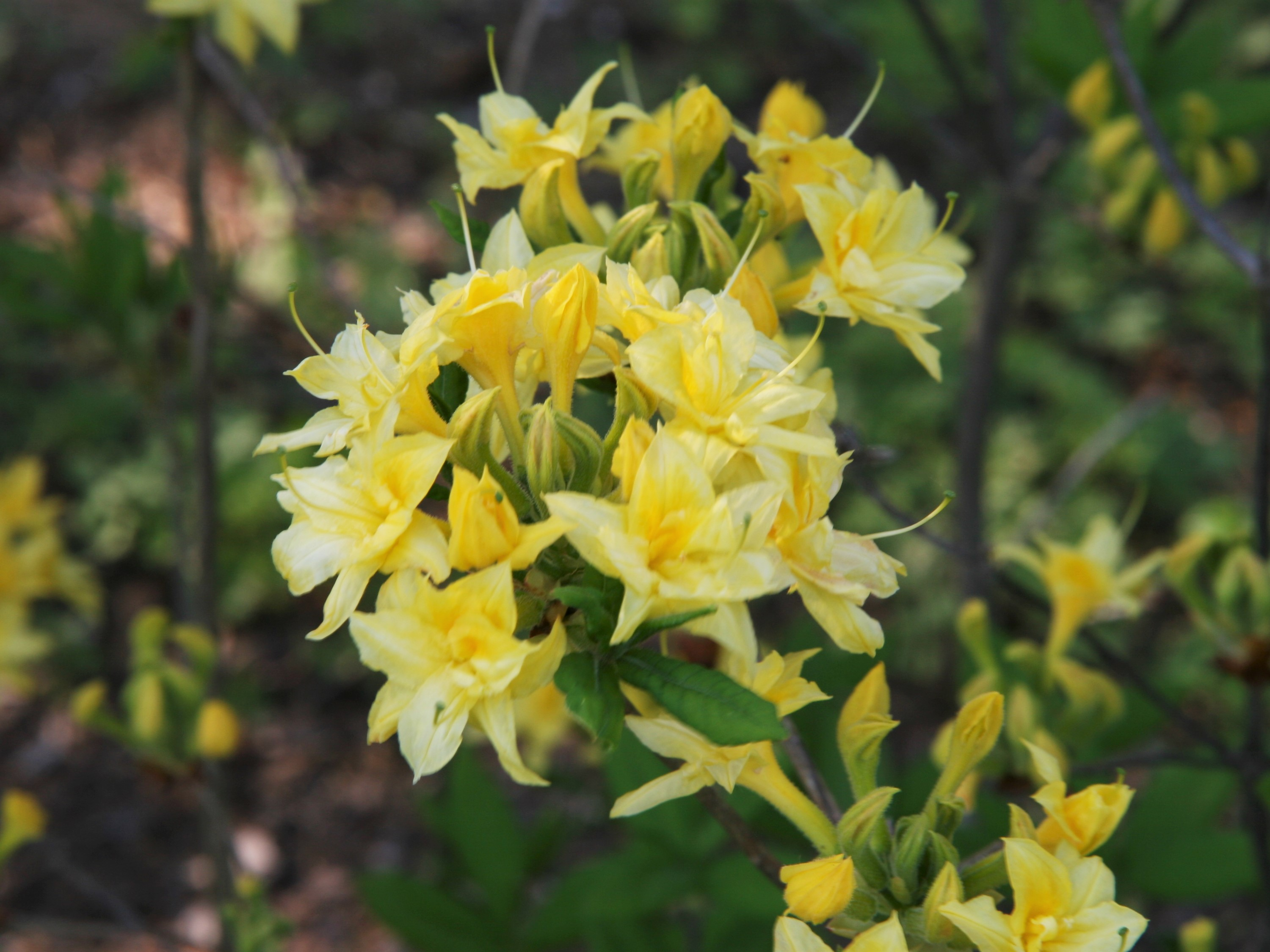
Azalia gandawska 'Narcissiflora'

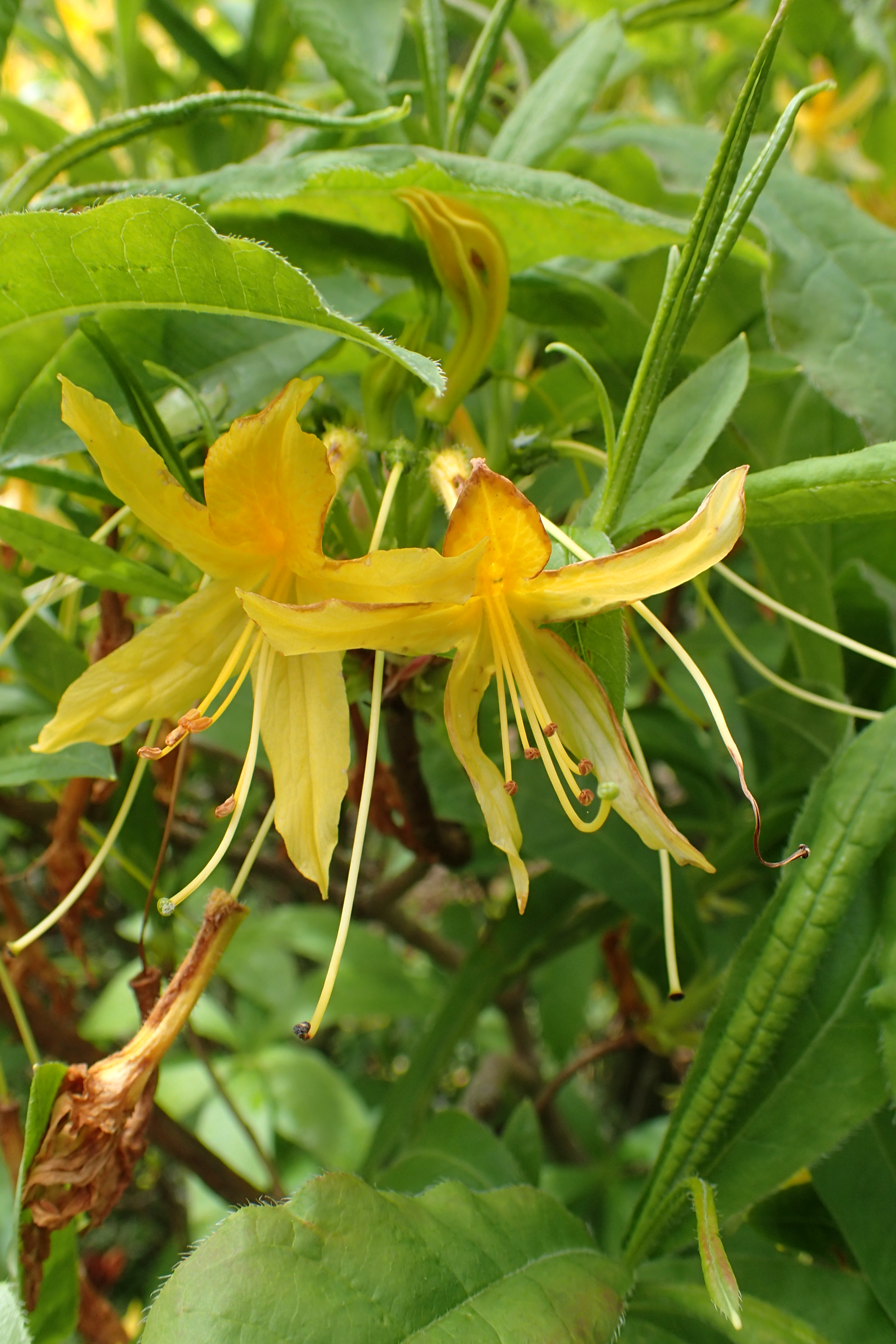
Azalia gandawska 'Ghent Yellow'

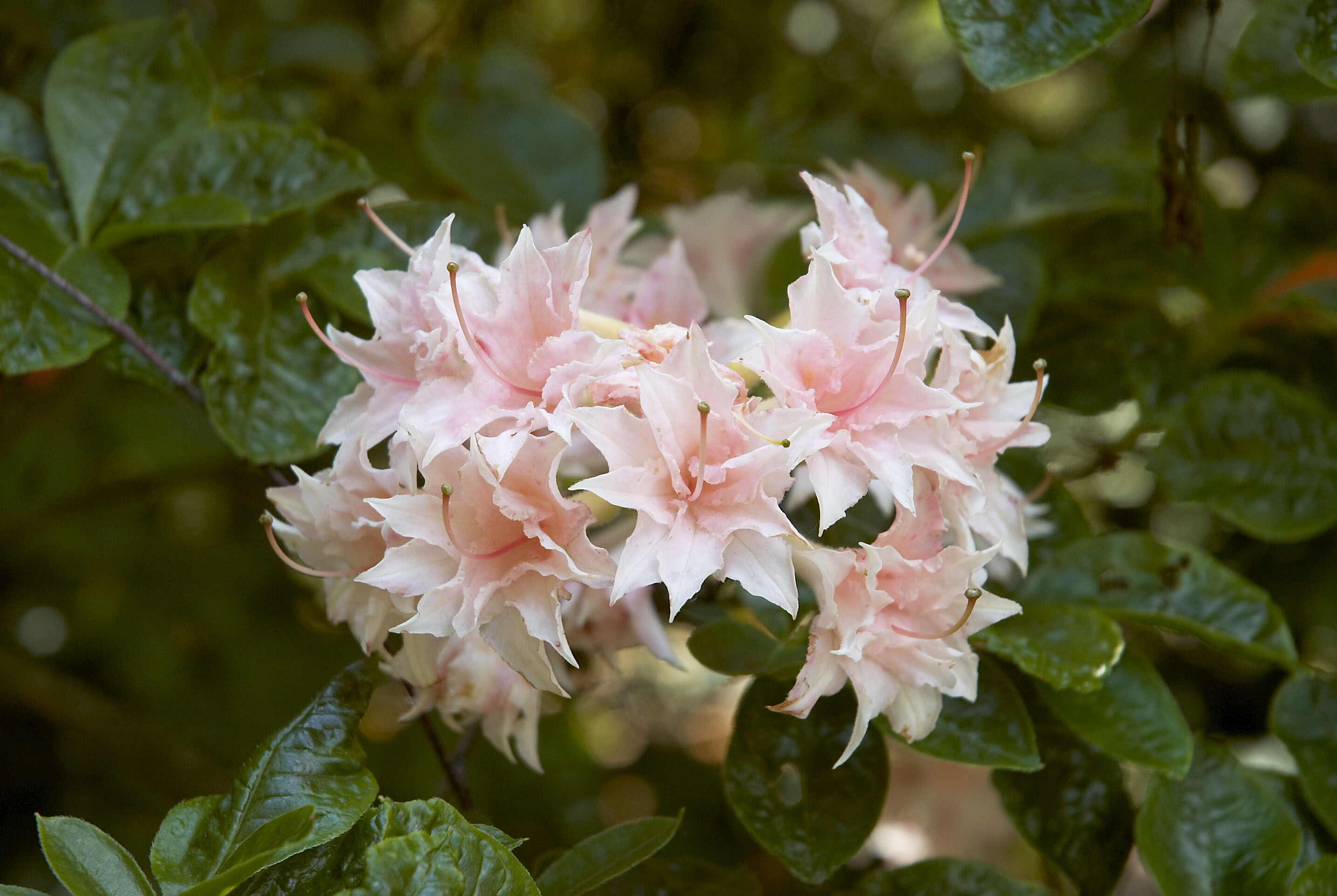
Azalia gandawska 'Raphael De Smet'

Walorem są wcześnie rozwijające się, intensywnie żółte i silnie aromatyczne kwiaty oraz liście efektownie przebarwiające się jesienią. Do uprawy roślina wprowadzona została najpierw w 1792 roku na Kaukazie. W 1795 odkryta została przez Dionizego Miklera na Wołyniu i namnożona przez niego w oranżerii w Puławach, a następnie uprawiana w ogrodzie botanicznym działającym przy Liceum Krzemienieckim. Stąd nasiona różanecznika żółtego zostały rozpowszechnione w ogrodach i kolekcjach botanicznych całej Europy w latach 1810–1830. Gatunek zalecany jest do sadzenia w parkach i ogrodach naturalistycznych, na wrzosowiskach, nad zbiornikami, a ze względu na silny aromat – w pobliżu miejsc wypoczynku – ławek, altan i tarasów. Można go także uprawiać w pojemnikach.
W celach ozdobnych uprawiana jest forma typowa, jej odmiany uprawne oraz liczne mieszańce międzygatunkowe. Mieszańce różanecznika żółtego z amerykańskimi gatunkami takimi jak: różanecznik nagietkowy Rhododendron calendulaceum, R. periclymenoides i R. viscosum tworzą grupę odmian zwaną azaliami gandawskimi (Ghent Hybrids), które z kolei dalej mieszane z różanecznikiem japońskim dały mieszańce z grupy Rustica.
Do odmian ozdobnych tego gatunku należą:
- 'Bee Dazzler'[45]
- 'Golden Comet'[45] – intensywnie żółte kwiaty, liczne kwiaty w kwiatostanach, karminowo czerwone liście jesienią, odporna na mączniaki[46].

Do azalii gandawskich należą:
- 'Baltic Amber' – kwiaty żółte, srebrzyste plamy na liściach.
- 'Corneille' – kwiaty różowe, podwójne, delikatne.
- 'Daviesi' – kwiaty białe z żółtym środkiem.
- 'Magic' – kwiaty początkowo żółte, ale ciemniejące z czasem i w końcu pomarańczowe.
- 'Nancy Waterer' – kwiaty okazałe, żółtozłociste.
- 'Narcissiflora' – podwójne kwiaty jasnożółte z ciemniej punktowanymi płatkami.

Do azalii mieszańcowych z grupy Occidentale (mieszańce z różanecznikiem zachodnim Rhododendron occidentale) należy:
- 'Summer Fragrance' – kwiaty białe z żółtą plamką[48][22].

Siewki różanecznika żółtego są obok siewek różanecznika Schlippenbacha najczęściej stosowane jako podkładki dla mieszańców azalii. Pędy stosowane w tej roli powinny mieć grubość ołówka, zabieg szczepienia metodą przystawki bocznej w szyjkę korzeniową wykonuje się z wykorzystaniem zrazów półzdrewniałych na przełomie czerwca i lipca.
Roślina lecznicza
Miód z różanecznika żółtego ma (poza tym, że działa toksycznie) działanie obniżające ciśnienie krwi, ma też działanie inotropowe. W tureckiej prowincji Giresun wywar z liści tego gatunku stosowany jest w leczeniu grzybic stóp.
Wpływ na gospodarkę leśną
W obszarze masowego występowania w lasach kolchidzkich na tureckim wybrzeżu Morza Czarnego różanecznik żółty wraz z pontyjskim uznawane są za gatunki szkodliwe, w dużym stopniu ograniczające odnowienie lasów i zmniejszające zróżnicowanie gatunkowe. Rekomendowane jest tam stosowanie dolistnego herbicydu – Triklopyru, skutecznie zwalczającego różaneczniki i nie powodującego znaczących szkód w rozwoju gatunków drzewiastych.
Inne zastosowania
Gatunek rekomendowany jest do sadzenia na skarpach, bowiem za sprawą licznych odrostów korzeniowych umacnia je i chroni przed erozją.

## Uprawa
Różanecznik żółty dobrze rośnie na stanowiskach słonecznych i w półcieniu, przy czym preferuje te drugie. W pełnym słońcu liście mogą ulec oparzeniom, zwłaszcza jeśli gleba nie jest odpowiednio wilgotna. Z kolei rosnąc w półcieniu różanecznik ten dobrze znosi susze. Roślina jest mrozoodporna (podczas surowych zim zdarza się jednak, że przemarzają pąki kwiatowe) – zalecana jest do uprawy w strefach mrozoodporności od 6 do 9 (według innych źródeł od 4 do 8). Jest też tolerancyjna wobec gleby – nie znosi tylko gleb bardzo suchych, mocno podmokłych, wapiennych i bardzo gliniastych. Najlepiej rośnie na glebach kwaśnych, umiarkowanie wilgotnych, próchnicznych, zasobnych w materię organiczną. Ze względu na płytki system korzeniowy nie lubi sąsiedztwa drzew i krzewów o podobnie płytkim systemie korzeniowym. Zresztą źle znosi obecność innych roślin w swoim towarzystwie i w warunkach uprawy należy odchwaszczać powierzchnię na jakiej rośnie różanecznik. Ze względu na mocno rozbudowany, ale gęsty i zwarty system korzeniowy dobrze znosi przesadzanie.
Ze względu na płytko zalegające korzenie i łatwość tworzenia odrostów – nie zaleca się przekopywania gruntu w pobliżu krzewów. Wskazane jest natomiast usuwanie kwiatów tuż po przekwitnieniu.
Rośliny tego gatunku najłatwiej rozmnaża się za pomocą nasion, poza tym odkładów i sadzonek zielnych lub półzdrewniałych. Nasiona wysiewa się natychmiast po zbiorze zapewniając im dobre warunki świetlne (ew. je doświetlając) i utrzymując podłoże (kompost) stale wilgotne. Ze względu na wrażliwość siewek na mróz warto by pierwszą zimę spędziły w szklarni. Ukorzenianie odkładów trwa 15–24 miesiące. Ukorzenianie sadzonek jest trudne.

## Konotacje kulturowe
Gatunek należy do nielicznych krzewów ozdobnych wspomnianych wprost w literaturze klasycznej. O różaneczniku żółtym, a ściślej o miodzie z niego pisał Ksenofont w Anabazie. Podczas marszu dziesięciu tysięcy Grecy weszli do wioski w Kolchidzie, gdzie znaleźli dzbany z miodem. Po jego spożyciu przez około dobę zatruci wojownicy leżeli niemal bez przytomności.
Na Ukrainie mówi się, że silna woń miejscami masowo tam rosnącego różanecznika żółtego może „odurzyć i uśpić może cały pułk wojska”.

### Filatelistyka
Poczta Polska wyemitowała 14 czerwca 1967 r. znaczek pocztowy przedstawiający różanecznika żółtego o nominale 10 zł, w serii Rośliny chronione. Autorem projektu znaczka był Andrzej Heidrich. Znaczek pozostawał w obiegu do 31 grudnia 1994 r.